# Carga banzai
Carga Banzai (玉砕 ou バンザイ突撃, gyokusai ou banzai totsugeki) é o termo utilizado pelos Aliados para se referir a um ataque frontal em massa pelas forças militares da infantaria japonesa. Este termo teve origem no grito japonês Tenno Heika Banzai (天皇陛下万岁, Viva o Imperador), abreviado para banzai, que foi formado nas forças armadas tradicionais japoneses quando eles lançavam um ataque, discursavam por um objetivo superior ou de conquista. Refere-se especificamente a uma tática usada por soldados japoneses durante a Guerra do Pacífico. Carga Banzai resultou em alguns feitos bem sucedidos no final da batalha, por atacar os soldados americanos, despreparados para tais tipos de ataque. A carga banzai pode ser considerada uma das estratégias menos eficientes utilizadas na Guerra do Pacífico, em termos de índices de vítimas entre japoneses e americanos.

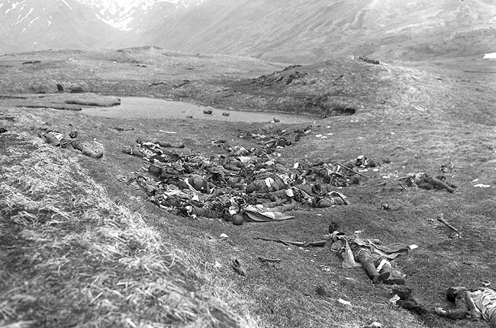
Soldados japoneses mortos, após um ataque Banzai na Ilha Attu (29 de maio de 1943).

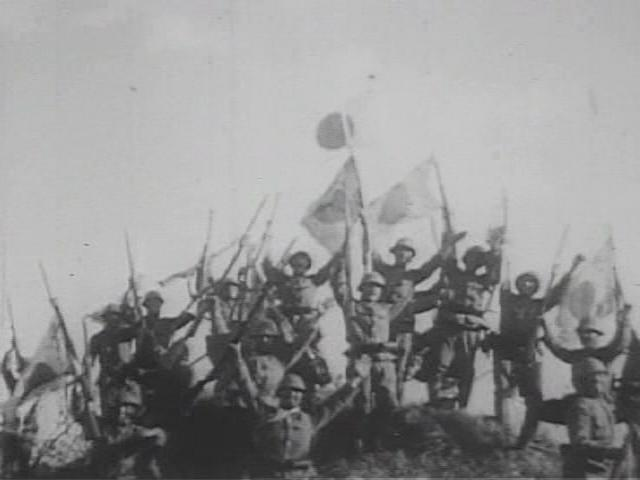
Soldados japoneses proferem o grito banzai para a conquista de um objetivo

A Carga de Banzai tornou-se mais conhecida na Guerra Sino-Japonesa pelos chineses e pelos aliados na Batalha de Guadalcanal. Na frente do Pacífico oriental, em muitas ocasiões, este tipo de ataques foram empregues principalmente como a única saída honrosa a uma iminente derrota.

## Origem

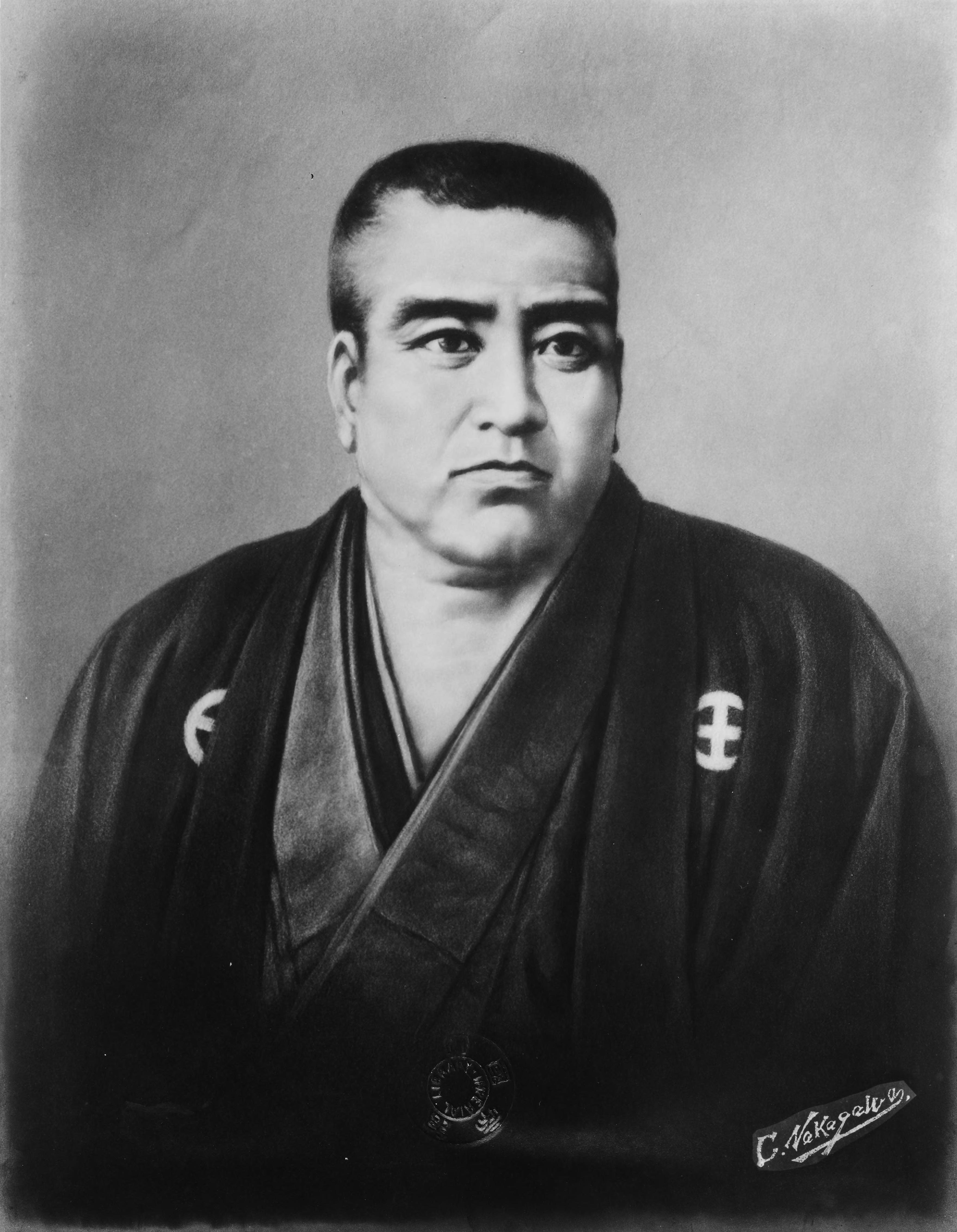
A investida contra Saigō Takamori inspirou o governo a acreditar que a investida seria sua ação final e honrosa

A carga banzai é considerada um método de gyokusai (玉砕, "shattered jewel"; suicídio honorável), um ataque suicida ou suicídio antes de ser capturado pelo inimigo, como o seppuku. A origem do termo é uma frase clássica chinesa no Livro do Qi do Norte do século VII, que afirma "丈夫玉碎恥甎全", "Um verdadeiro homem [preferiria ser] a joia quebrada, envergonhado de ser o azulejo intacto." Entre as regras existia um código de honra que mais tarde foi usado pelos governos militares japoneses.
Com a mudança revolucionária na Restauração Meiji e as frequentes guerras contra a China e a Rússia, o governo militarista do Japão adotou os conceitos do Buxido para condicionar a população do país a ser ideologicamente obediente ao imperador. Impressionado com a forma como os samurais eram treinados para cometer suicídio quando uma grande humilhação estava prestes a acontecer, o governo ensinou às tropas que era uma humilhação maior se render ao inimigo do que morrer. O suicídio de Saigō Takamori, o líder dos antigos samurais durante a Restauração Meiji, também inspirou a nação a idealizar e romantizar a morte em batalha e a considerar o suicídio uma ação final honrosa.
Durante o Cerco de Port Arthur, ataques de ondas humanas foram conduzidos contra a artilharia e metralhadoras russas pelos japoneses, que acabaram se tornando suicidas. Como os japoneses sofreram enormes baixas nos ataques, uma descrição das consequências foi que "[uma] massa espessa e ininterrupta de cadáveres cobriu a terra fria como uma colcha".
Na década de 1930, os japoneses descobriram que esse tipo de ataque era eficaz na China. Tornou-se uma tática militar aceita no Exército Imperial Japonês, onde forças japonesas numericamente mais fracas, usando seu treinamento superior e baionetas, foram capazes de derrotar forças chinesas maiores. Devido à baixa padronização do equipamento chinês no Exército Nacional Revolucionário, os japoneses raramente enfrentaram armas automáticas em massa e encontraram com mais frequência unidades chinesas armadas apenas com rifles de ferrolho, que não podiam disparar tão rapidamente quanto uma metralhadora.